# Liste der Baudenkmale in Hanstedt II
In der Liste der Baudenkmale in Hanstedt II sind die Baudenkmale des niedersächsischen Ortes Hanstedt II aufgelistet. Dies ist ein Teil der Liste der Baudenkmale in Uelzen. Der Stand der Liste ist der 17. November 2021.
Die Quelle der  IDs und der Beschreibungen ist der Denkmalatlas Niedersachsen.

## Allgemein
In den Spalten befinden sich folgende Informationen:
- Lage: die Adresse des Baudenkmales und die geographischen Koordinaten. Kartenansicht, um Koordinaten zu setzen. In der Kartenansicht sind Baudenkmale ohne Koordinaten mit einem roten Marker dargestellt und können in der Karte gesetzt werden. Baudenkmale ohne Bild sind mit einem blauen Marker gekennzeichnet, Baudenkmale mit Bild mit einem grünen Marker.
- Bezeichnung: Bezeichnung des Baudenkmales
- Beschreibung: die Beschreibung des Baudenkmales. Unter § 3 Abs. 2 NDSchG werden Einzeldenkmale und unter § 3 Abs. 3 NDSchG Gruppen baulicher Anlagen und deren Bestandteile ausgewiesen.
- ID: die Objekt-ID des Baudenkmales
- Bild: ein Bild des Baudenkmales, ggf. zusätzlich mit einem Link zu weiteren Fotos des Baudenkmals im Medienarchiv Wikimedia Commons. Wenn man auf das Kamerasymbol klickt, können Fotos zu Baudenkmalen aus dieser Liste hochgeladen werden:

## Hanstedt II

### Einzeldenkmal in Hanstedt II
| Lage                                             | Bezeichnung                        | Beschreibung | ID                              | Bild           |
| ------------------------------------------------ | ---------------------------------- | --- | ------------------------------- | -------------- |
| Hanstedter Straße 1 52° 57′ 29″ N, 10° 39′ 44″ O | Wohnhaus                           | Zweigeschossiger Backsteinbau in klassizistisch beeinflusster Gliederung. Mit schwarzen Ziegeln gedecktes Walmdach. Auf hohem Hausteinsockel, Haupteingang zur Hofseite über eine leicht geschwungene Freitreppe und großen Freisitz erreichbar. Über dem Eingang breiter Zwerchgiebel in Dreiecksform, in der Mitte mit Uhr. Eingang unter Rundbogen durch leicht hervorstehende Backsteinschichten betont, zwischen den Fenstern teilweise breite Lisenen, Ziersteinsetzung an der Traufe. Erbaut 1928/29 (i). | 31006277                        | BW             |
| Hanstedter Straße 6 52° 57′ 27″ N, 10° 39′ 55″ O | Wohn- und Wirtschaftsgebäude       | Vierständer-Fachwerkhaus mit Backsteinausfachung, unter ziegelgedecktem Halbwalmdach. Zwerchgiebel mit Ladeluke in der Nordwestfassade. Wohngiebel um 1880 in Backsteinmauerwerk massiv erneuert. Giebelrähm des Wirtschaftsgiebels leicht vorkragend, gerundet. Errichtet 1839 (i). | 31006294                        | BW             |
| Kapellenstraße 52° 57′ 25″ N, 10° 40′ 3″ O       | Kapelle mit umgebenden Baumbestand | Die St.-Christophorus-Kapelle ist ein einschiffiger rechteckiger Backsteinbau auf Findlingsockel unter ziegelgedecktem Satteldach aus dem 15. Jh. Mit profiliertem Südportal. Ostgiebel mit Blendarkadengliederung. Die Kapelle besitzt einen bemerkenswerten Altaraufsatz, Schnitzaltar von 1696, schlichte Kanzel von 1596 und wurde im 18. Jahrhundert um ein Glockenhaus erweitert. Die Kapelle liegt auf einem leicht erhöhten Gelände mit altem Baumbestand.                                               | 31005967/1/-/ 31006311 31005967 | Weitere Bilder |
| Lehmker Straße 6 52° 57′ 17″ N, 10° 40′ 9″ O     | Wohnhaus mit Einfriedung           | Zweigeschossiger Backsteinbau unter mit schwarzen Doppelmuldenfalzziegeln gedecktem Walmdach. Auf Putzsockel in Scheinquaderung. Zwei Mittelrisalite an der Süd- und der Ostfassade mit barockisierendem Giebelaufbau. Giebelumfassung, Fensterrahmung und Gesimse aus grau gefärbten Back- und Formsteinen. Zur Straße eingefasst durch einen originalen schmiedeeisernen Zaun. Erbaut um 1905. | 31006329                        | BW             |